# El Tatio

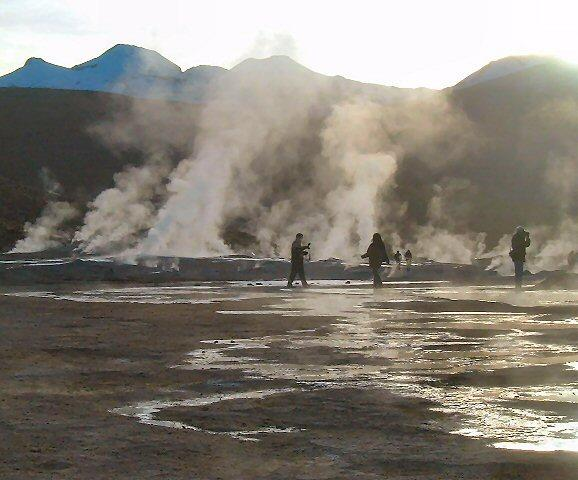
Gejzíry v El-Tatio

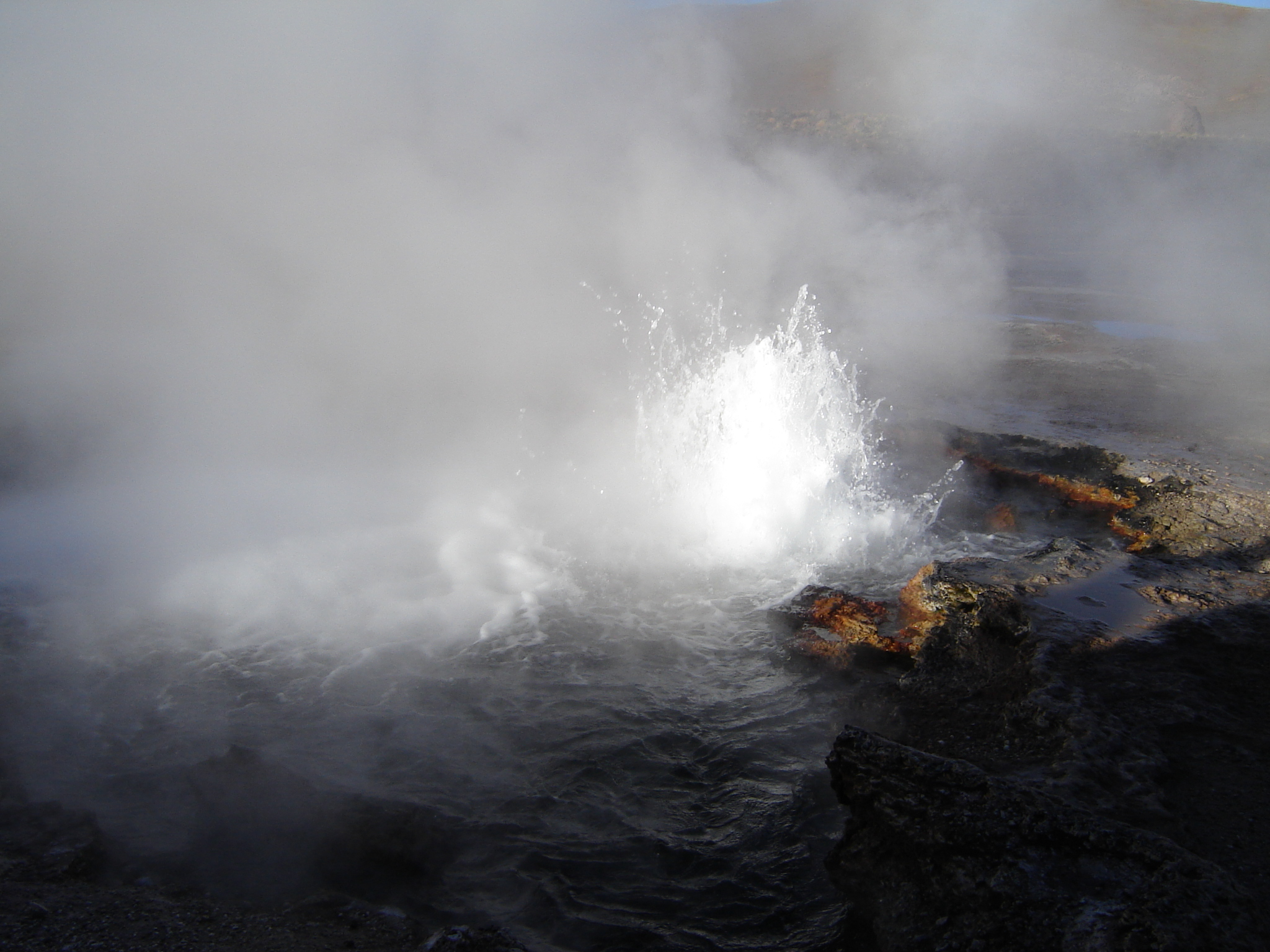
El Tatio, gejzír

El Tatio (Los Géiseres del Tatio) je vulkanická a gejzírová oblast v severní části Chile, v nadmořské výšce okolo 4 200 m. Je to nejvýše položené gejzírové pole na světě, počtem gejzírů největší na jižní polokouli a třetí největší na světě - po Yellowstone v USA a Údolí gejzírů na Kamčatce. I když je počet gejzírů vysoký, jejich výška je poměrně malá, nejvyšší zaznamenaná výška výronu byla 6 metrů, průměrná výška je 75 centimetrů.